# 台灣文學
台灣文學長期因為政治、地緣因素，早期經常被視為邊陲文學或中國文學的支流，在發展上即受到相當大的壓抑。尤其在外來統治者的廣義殖民下，紛雜書寫系統使台灣文學呈現無法連貫的窘境。不過相對的，從南島語系的台灣原住民的口傳文學、古典漢文（台灣傳統漢文學）、華語白話文、日文、台語白話文和客語白話文的複雜情況及斷層也豐富了台灣文學的面相。
台灣文學就廣義而言應為「出生或客居台灣所發表的所有文字作品」，而狹義上則應指「描寫台灣鄉土人物、再現台灣典型環境、運用台灣語言的作品、表現台灣人的生活與思想」的文學作品。
台灣文學歷經日治時期新文學、反共文學與西化現代主義文學的發軔萃煉過程後，1970年代之後的懷鄉、鄉土、政治、女性文學於2000年代仍以嶄新型態呈現，且佔台灣文學一定重要性。除此之外，暢銷的勵志文學、新興的網路文學和同志文學也在這波多元化的並存發展中，競相在新媒介介面或寫作技巧上，重整台灣的新世紀文學圖像。而也就是如此，台灣文學雖在影像媒體夾擊中面臨著嚴峻挑戰，依舊試圖以更創新的面貌繼續蓬勃再生。

## 台灣原住民族口傳文學
一般而言，口傳文學包括神話、傳說及民間故事。學者曾經區分三者的不同：「神話」是說者和聽者都將其敘述內容視為真實的，具「神聖性」，且涉及的空間與時間超出人們的理解，有別於人們生存的現實世界；「傳說」對於說者及聽者而言亦是真實的，但不像神話被視為神聖，在時間和空間上亦較為人們所能理解的範疇內，在口傳社會中，傳說即歷史；「民間故事」，則多為滿足娛樂或教化所需要的虛構與想像。
台灣原住民族文學研究學者孫大川認為，對於過去完全以口傳方式來敘述的原住民社會而言，神話、傳說和故事之間，並沒有一個清晰的界線。19世紀以前，除了在部落內，原住民族的神話傳說並沒有一個固定的文字版本流通，其敘述的方式、內容，常因人因地而有著不同的變形，甚至因族群的接壤的相互傳播而造成穿插錯接。
口傳階段的原住民神話傳說中，涉及到部族信仰、起源和遷徒的敘述，通常有著較嚴謹、穩定的口傳版本，這些敘述大都以吟誦的方式被保存在原住民各族重要的祭典和巫術性咒語及儀式中。如賽夏族「巴斯達矮」（矮人祭）、鄒族「瑪亞士比」（Maiyasvi，敵首祭）、卑南族「猴祭」（Mangayangayau）等，它們分別傳述了這些族群的信仰、命運與價值系統，扮演著凝聚族群同、社會階層分工，以及成員規訓的功能。
有關台灣原住民族的神話傳說與民間故事的文字化採集，是近代以後的事。
明清時期大量漢人移入期間，對於台灣原住民族的書寫，主要側重在簡略的風俗側寫、爭戰事件與教化情況為主要關心的內容，很少觸及原住民本身的主體敘述。相關著作：如陳第《東番記》、黃琡璥《臺海使槎錄》、郁永河《裨海紀遊》、滿洲六十七《番社采風圖考》、《諸錄縣志》、《臺灣府志》、陳淑均編纂《噶瑪蘭廳志》、胡傳《臺東州采訪冊》等。
其中馬偕的《臺灣遙寄》（From Far Formosa, 1895），亦涉及原住民族的敘述，其以西方傳教士的觀察，對臺灣原住民傳教接觸時，記載其生活與文化特徵。
台灣原住民神話、傳說與民間故事的文字採集，以1887年英人喬治·泰勒的台灣原住民故事為最早。他曾在澎湖群島及鵝鑾鼻燈塔擔任管理員，在南台灣服務期間，與排灣族頻繁接觸，留下相關紀錄。
1895年，中日甲午戰爭之後，台灣作為日本的殖民地，殖民帝國為達其有效統治目的，從1896年起結合行政與學術力量，對臺灣原住民族進行包括資源狀況、社會結構、語言文化等的人類學田野調查。其中有關神話傳說和民間故事材料豐富者，為小川尚義、淺井惠倫於1935年主編出版的《原語による台灣高砂族傳說》（原語實錄臺灣高砂族傳說集），該書記錄12種原住民族，269篇傳說故事。
1950年代起，台灣人類學者也有若干零星的採集；但直到1980年代中期之後，伴隨台灣社會的民主化運動與原住民族文化復振運動，比較具規模的翻譯與出版成果陸續發表，包括漢人的文獻書寫與研究，如金榮華《台灣卑南族民間故事》，陳千武《台灣原住民的母語傳說》、尹建中《台灣山胞各族傳統神話故事與傳說文獻編纂研究》等；原住民族的相關書寫，則有達悟族（舊稱雅美族）夏曼·藍波安《八代灣的神話》、夏本·奇伯愛雅《釣到雨鞋的雅美人》、鄒族巴蘇亞·博伊哲努《台灣鄒族的風土神話》、排灣族湯賢慧《排灣語傳統神話故事集》等等。

## 台灣傳統漢文學

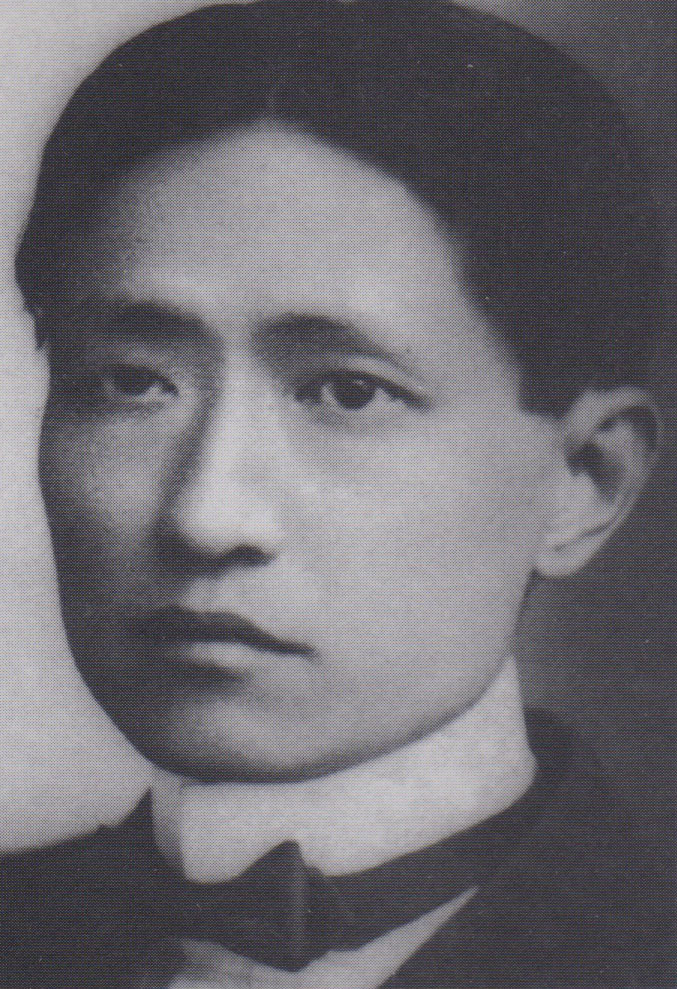
《台灣通史》作者連雅堂

### 宦遊古典文學
最初在台灣留下古典漢文作品的是沈光文，他在1652年來台，有海東文獻初祖的美稱。他同時創立了台灣第一個漢詩詩社東吟詩社。鄭成功、鄭經父子也擅詩，鄭經有《東壁樓集》傳世。
清初郁永河的《裨海紀遊》、黃叔璥《台海使槎錄》則為著名的宦遊散文。詩作方面則出現了具有特色的臺灣八景詩。

### 本土古典文學
清代本土文人眾多，包含諸羅的王克捷、澎湖的蔡廷蘭《南海雜錄》、彰化的陳肇興、淡水的黃敬、曹敬、新竹的鄭用錫、林占梅甚有盛名。宦遊人士劉家謀的《海音詩》、《觀海集》頗能反應社會實況。
唐景崧任職於台南及台北時，帶動地方文風，有功於詩歌傳播。作者姓名已亡佚的《渡臺悲歌》是一首描述客家移民渡過臺灣海峽到臺灣辛勤開墾的客家語詩歌。金門林豪所寫《東瀛紀事》記錄了三大民變之一的戴潮春事件。彰化吳德功所寫《讓臺記》記錄了臺灣民主國與乙未戰爭始末。臺南施瓊芳、施士洁父子，為臺灣唯一父子檔進士，詩作反映臺灣本土文人在乙未之際的進與退。彰化洪棄生的詩作具反殖民精神，有臺灣詩史之譽。

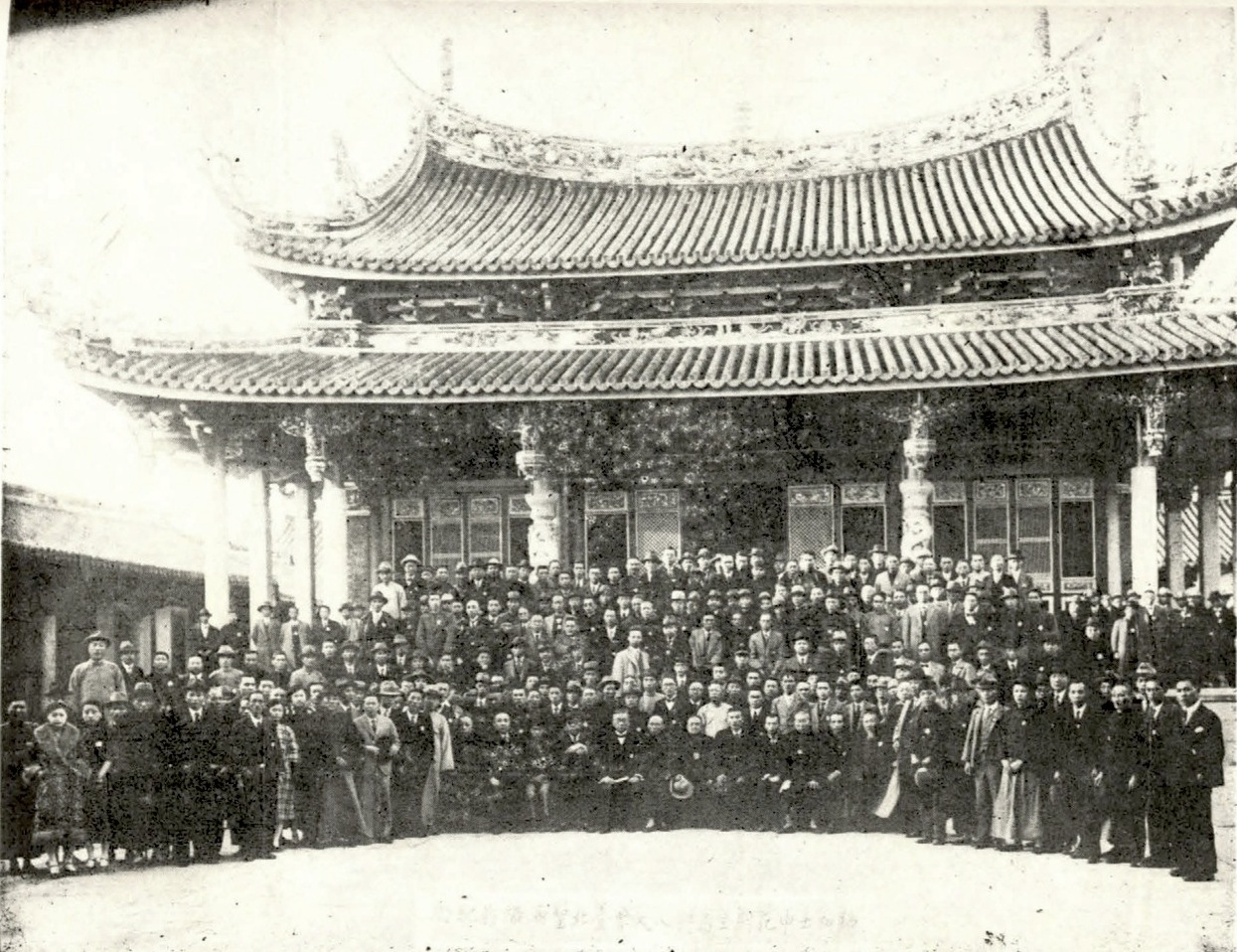
1932年全島詩人大會在台北孔廟前合影

日治時期連雅堂的《台灣詩薈》月刊保存古典文獻有其勞績。台灣中部的櫟社、南部的南社、北部的瀛社是日治時期台灣370多個詩社中最有代表性的詩社。即使國府遷台以後，在廣設大學中文系之餘，仍然每年籌辦全台中文系詩詞聯吟，包括台語唐詩吟唱，詩社如鯤瀛詩社甚至有百年歷史，至今詩刊仍然如期刊行不輟。
文社則有櫟社林子瑾、吳子瑜等人創立的臺灣文社。而賴和、周定山、陳虛谷、王敏川、林荊南等是新舊文學兼擅的文人。《詩報》則是日治時期發行最悠久的文學刊物。其他如《風月報》、《台灣文藝叢誌》、《崇聖道德報》、《南瀛佛教會報》亦收集相當分量的傳統文學作品。林獻堂著作以1927年台灣文化協會分裂時至歐美遊歷時所留下的《環球遊記》最為膾炙人口。
林獻堂留有自1927年至1954年的《灌園日記》，為台灣歷史上最重要的私人文獻之一。張麗俊的《水竹居主人日記》可充實櫟社研究的文獻，亦可見日治時期地方基層文人的文學、經濟、社會等不同文化面向。北部的文人如魏清德，久任報社主筆，與當時臺、日的新舊文人都有交集。南部的文人，如洪鐵濤兼擅詩書，為擊缽場上的常勝軍，書法宗顏真卿，具何紹基之風姿。王開運積極參與社會活動，有詩文集傳世。同一時期，除了臺灣詩人的作品之外，也有在臺灣的日籍漢詩人所寫的漢詩，留下數量不少的在臺日人漢詩文作品。《台灣日日新報》、《台南新報》、《台灣新聞》、《台灣民報》、《昭和新報》、《三六九小報》、《南瀛新報》等報刊均刊載一定數量的傳統文學。
從鄭氏到清領，再到日治、戰後，臺灣漢詩留下數量眾多且題材多元、內容豐富的作品，經由國立臺灣文學館蒐集整理，編輯為《全臺詩》，是臺灣文學史上精彩的一頁，也是臺灣人用來認識臺灣的第一手史料。

## 台灣日治時期新文學

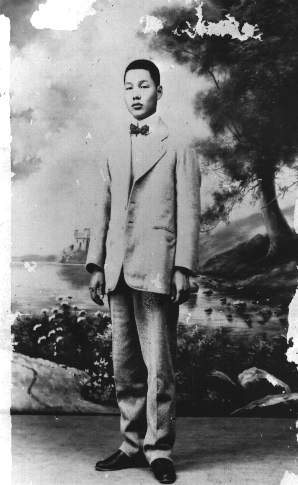
台灣新文學之父：賴和，攝於1919年-1920年中國廈門

文學是時代的反映，在歷史的變化過程中，文學的變化亦有其複雜的過程，自此定論下，台灣文學自是無可避免的與其本身歷史息息相關。然而被認定相當年輕的台灣文學，脫離中國大陸、真正成為獨立個體發展，一般來說是從日治時期的台灣新文學肇始。同時也無法否認的，此種脫離中國古文的新文學運動，卻與中國近代史息息相關。

### 白話文運動
1919年，在東京的台灣留學生改組原先的「啟發會」成立「新民會」，並創辦《台灣青年》雜誌，因而展開了這一階段各項政治運動、社會運動的序幕。而伴隨此過程而來的也有《南音》、《台灣文藝》、《台灣新文學》等文學刊物的相繼發行。這些擺脫古詩的近代文學，為台灣白話文運動的肇始者，也被學者認為與中國的五四運動、白話文運動或日本的言文一致運動息息相關。新舊不同的文學觀念及台灣特殊的文學、語言環境，促成為期甚久的台灣日治時期新舊文學論戰。不過，台灣白話文運動最後因為中日戰爭爆發，台灣總督府宣布進入戰時體制而中止（但1937年6月1日之後，日報的漢文廢止後，仍出現5份漢文刊物，可見台灣總督府僅廢止日報的漢文欄，雜誌的漢文並未全面廢止）。但是，近年的研究發現，1941年至1943年還曾發生新一波的新舊文學論戰，最後因論戰雙方毫無交集而告終。

### 文學論戰
1930年代，與台灣新舊文學論戰息息相關，強調台灣話與文字合一的文學論爭登場。1930年代初期，影響台灣文學、語言、族群意識的台灣鄉土話文論戰正式展開。
1930年，台籍的日本居民黃石輝於東京挑起了「鄉土文學論爭」。他在異鄉力倡台灣文學應該是描寫台灣事物的文學、可以感動激發廣大群眾的文學、以及用台灣話描寫事物的文學。1931年，位居台北的郭秋生站出來呼應黃石輝，並更進一步挑起台灣話文論戰倡言作家應當使用台灣話文來從事文學創作，此呼應並獲得台灣新文學之父賴和的全力支持。之後，台灣文學應該使用台灣話或中國話，描寫的內容是否以台灣為主要素材，成為台灣新文學運動相關人士激烈爭論的焦點。然而由於隨後戰爭體制的出現，以及日式教育文化的滲透，這些論爭無法得到充分發展的機會，終於在總督府全面皇民化政策下，紛紛敗退。

### 後續與影響

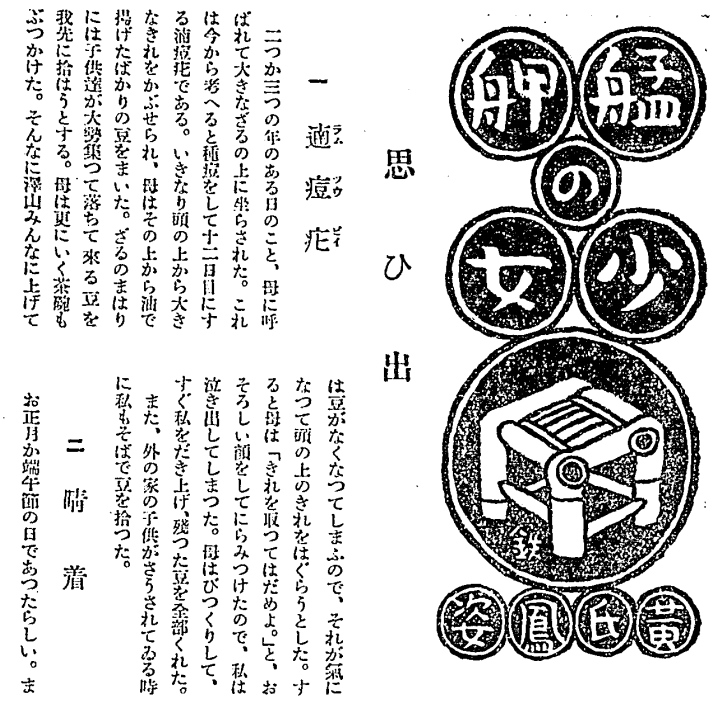
黃鳳姿以「艋舺的少女」（艋舺の少女）為題在《民俗臺灣》發表了一系列記敘童年生活的文章。

1934至1936年，張深切與賴明弘等人集結了台灣許多作家組成「台灣文藝聯盟」，且在同年11月創辦《台灣文藝》雜誌。後來，楊逵和葉陶另起爐灶，成立「台灣新文學社」，創辦《台灣新文學》雜誌。雖然表面標榜為文藝運動，實則是具有政治性的文學結社。1942年則有一群青年詩人組成詩社「銀鈴會」，由台中一中學生張彥勳、朱實、許世清三人發起，出版油印刊物《邊緣草》，共出十幾期，戰後因為林亨泰的加入，於1948年發表詩刊《潮流》，當中既登載中文、日文詩，其活動並持續至二戰後。1937年蘆溝橋事變後，台灣總督府隨即設立國民精神總動員本部，並實施皇民化運動，開始禁用漢文，《台灣新文學》因而廢刊。台灣作家只能依附在日本作家為主的團體，如1939年成立的「台灣詩人協會」，或1940年擴大改組的台灣文藝家協會。
在文化而言，台灣文學主要探討台灣人的內心心靈以及台灣文化的本質，表面看似平淡，其實這是政治運動、社會運動所帶來的衝擊和反省，台灣文學界和藝術界人士開始思考台灣文化的問題，以及嘗試創立屬於台灣的文化。

### 日語文學
日本時代後期，大約是1930年代到終戰為止是台灣的日語文學鼎盛的時代，作品數量多，類型也相當多樣化，包含小說、散文、和歌、俳句等。這個時代除了日本內地人作家以外，也有以日語創作的台灣本土作家。內地人作家以西川滿為代表，其他有濱田隼雄、坂口䙥子、新垣宏一、庄司總一、中山侑、川合三良等人。台灣本土作家則有楊逵、呂赫若、張文環、龍瑛宗、翁鬧、王白淵、巫永福、吳新榮、郭水潭、楊熾昌、李張瑞、吳濁流、王昶雄、周金波、陳火泉、邱永漢、楊千鶴、黃鳳姿、林亨泰、錦連等，這些受日語教育的日語世代，主要以日文創作的作家，被稱為日語世代作家或日文世代作家。作品有〈送報伕〉、〈牛車〉、〈閹雞〉、〈植有木瓜樹的小鎮〉、〈天亮前的愛情故事〉、〈志願兵〉、〈道〉等。
日語世代的作家在戰後面臨語言的斷層，戰後的活動可分為停止創作、學習中文和極少數繼續以日文創作的三大類，繼續以日文創作的有孤蓬萬里、黃靈芝等；另外有有多位作家，跨越語言的隔閡，轉以中文繼續創作，例如陳千武、鍾肇政、詹冰、葉石濤、林亨泰等。

## 台灣戰後文學—戒嚴時期
二戰後，台灣從日治時期邁入中華民國時期。在短暫的蜜月期之後，台灣文學與政治環境相同，陷入低迷的氣壓。這些低迷氣壓除了來自國民政府語言政策與政治事件束縛：如國語之推行、二二八事件等。加上呂赫若、張文環、楊逵及王白淵等知名作家遭到程度不一的政治迫害後，半數作家因此不再寫作；台灣文學作品銳減。而就在此情況下，戰後戒嚴初期；1960年代之前狹義台灣文學呈現停滯狀態，而盛行的是反共文學與外省籍作家的懷鄉文學。

### 台灣反共文學
反共文學為台灣1950年代特有的文學型態，主要區別是把反共產黨或者反中國共產黨當成唯一主軸的作品，除了受到戰後駐台之國民政府的支持外，也普遍受到1950年代以中文為母語的外省族群青睞。而這些以小說為主的反共文學的作家約有兩類，首先第一類的是軍人作家，如朱西甯、司馬中原、段彩華、尼洛、楊念慈等。第二，是未於軍中服務的外省作家。此類作家本身就有文學底子，例如鄧克保 （柏楊）《異域》、陳紀瀅《荻村傳》、王藍的《藍與黑》、姜貴的《旋風》和潘人木的《蓮漪表妹》。
雖說1950年代台灣是反共文學的全盛時期，但在現況上，時序進入1960年代之後，仍有不少類似文章。而後期反共文學與蔣中正發起的中華文化復興運動有關。普遍認為，此種文學的除了對抗中國的文革力道外，也自詡為中華文化的真正象徵。

### 台灣懷鄉文學

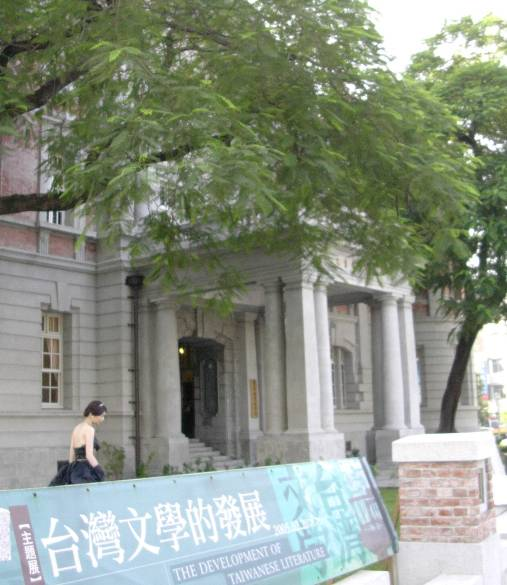
解嚴後，台灣文學獲得重視。圖中國立台灣文學館典藏眾多台灣文學史料

類似於反共文學，由中國大陸故鄉記憶總成的「懷鄉文學」，其主力也是由國民政府所支持的外省族群作家。夾其母語優勢，此類文學相較反共文學更容易被台灣人所接受。而這些由「台灣人的眼睛」去看待外省第一代集體記憶的作品；如林海音的《城南舊事》中對封建的批判與人性的描繪，也多少影響台灣社會價值觀。而台灣之懷鄉文學，在廣義上通常更涵蓋如李敖、尼洛、楊念慈等外省族群所表現的各種不同文學作品、在台東南亞華僑所呈現的馬華文學及1970年代之後所謂的三三文學。

### 台灣現代詩
1960至80年代，在政府仍主導的反共文學與懷舊小說夾擊下，現代主義文學隨著韓戰結束，美援帶來的經濟和美式生活方式的移入下，脫穎而出。首先是1952年由紀弦創辦的「現代詩季刊社」，出版《現代詩》季刊，主張新詩「是橫的移植，而非縱的繼承」，必須不用韻和無格律，提倡現代主義和新詩現代化。稍後的1954年則有「藍星詩社」與「創世紀詩社」分別成立。藍星詩社集結覃子豪、余光中、羅門、蓉子、敻虹、向明等，「為一無組織、傾向抒情」的團體，反對現代詩社「橫的移植」主張；創世紀詩社則由張默、洛夫於軍中發起，印行《創世紀詩刊》，瘂弦於第2期加入，軍方色彩濃厚，創立初期主張民族詩風，1960年代高舉「超現實主義」。1964年，笠詩社成立，成員包括白萩、林亨泰、陳千武、杜國清、趙天儀、錦連，以及稍後加入的陳秀喜等，網羅台灣中堅及年輕一代詩人，關注台灣現實，逐漸擺脫詩「橫的移植」的西化現象。1970年代初爆發「現代詩論戰」，即是對1950年代以迄1960年代現代詩西化的反省批判。1972年，羅青出版《吃西瓜的方法》，被余光中盛讚為「新現代詩的起點」。此外，早逝的詩人楊喚，具有軍人背景的管管，以及關注鄉土的詩人吳晟，集詩人、學者、散文家身分的楊牧，各自在現代詩發展中占有重要地位。
1990年代前後，現代詩有另一波實驗，首先有夏宇《備忘錄》、《腹語術》等進行後現代語言革命；蘇紹連《驚心散文詩》結合散文詩與震驚效果；洛夫《隱題詩》則藏「題」於內容；1990年代後，現代詩面臨傳播媒介的轉變，詩不再只是紙本上的鉛字，網路、數位媒體的發展，亦引起部分詩人的注意，李順興與須文蔚開始引介、翻譯及建構台灣的超文本文學理論，召喚新世代作家投身數位網路超文本的創作；而「明日報」等網路平台亦催生如楊佳嫻、鯨向海等詩人崛起；唐捐、陳柏伶則有意識地以諧謔、諷喻的形式經營詩的結構。2000年以後，詩的發表管道多元，老字號《創世紀》、《笠》詩社持續經營出刊，蘇紹連主編「吹鼓吹詩論壇」與喜菡主編的「喜菡文學網」則活躍於網路平台，此外，Facebook「每天為你讀一首詩」、「晚安詩」等粉絲團亦以短小的現代詩吸引年輕族群；凌性傑、隱匿等詩人則多從個人生活與生命經歷出發。

### 台灣現代主義文學

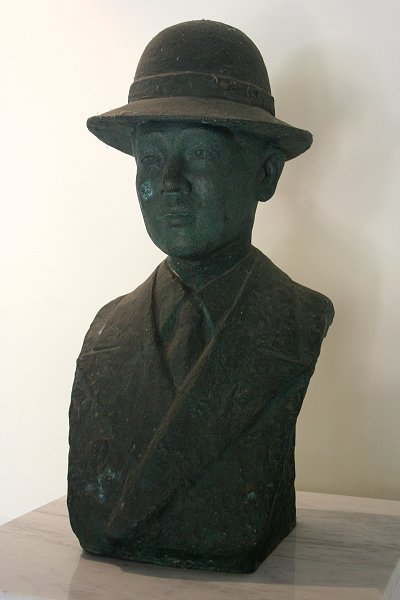
《原鄉人》作者鍾理和

1960年代台灣隨著韓戰結束與美援帶來的影響，社會受到西方文化思潮猛烈衝擊。不僅在相對穩定政經方面有著小部份開放，文學也盛行著存在主義與超現實主義。而最後表徵於現代主義的這些文學作品，也在同時間產生，種類包含意識流小說、現代詩、與荒謬式的戲劇。台灣現代主義文學除了表現在現代詩外，1959年5月4日由尉天驄主編的《筆匯．革新號》，以及1960年3月5日由白先勇、王文興、歐陽子、陳若曦、李歐梵、劉紹銘等人創辦的《現代文學》雜誌，對於西方現代主義思潮在台灣的發展有重要影響。代表人物有如：講究文字技巧的白先勇（小說：《台北人》、《孽子》）、超越外在社會現實、崇尚西方價值，摒棄東方倫理的王文興（小說：《家變》）、歐陽子《那長頭髮的女孩》，努力探索台灣人內在世界的七等生（小說：《我愛黑眼珠》），西化且簡潔文字的子敏（散文：《小太陽》）及呈現超現實主義俐落文字的商禽（新詩：《夢，或者黎明》）等。
這些包含意識流小說、現代詩、荒謬文學，除了對八股化的反共文學表示不滿外，也對殘存於傳統文化中的懷舊抱著反抗改革的意識與反省。這一類的文學一反五四時期強調明朗、積極的文學傾向，拋卻寫實主義的美學(對於外部世界如風景、事物的描述，或單純事件的記述等)，專注於內心世界探索，以表現人的頹敗、內心困境、陰性、碎裂、荒謬等情緒為主，這些過去甚少成為題材的文學主題，反而都成了現代主義文學極欲探索的部分。
現代主義文學讓台灣作家在文學技巧與思維活動上開出了新頁，豐富了台灣文學的內容，甚至至今仍舊成為一種典律(canon)影響著後繼的作家，對台灣文學影響甚鉅。

## 台灣戰後文學—解嚴前後
不過，這樣的文學類型在1970年代之後開始遭到了質疑，1970年的釣魚台事件，以及之後的中美斷交、台灣不得已退出聯合國等外交困境，讓國內的民族主義高漲，姑且不論這樣的民族主義到底是中國的還是台灣的，許多知識份子開始意識到在長久以來的美援文化以及反共神話之下，自己竟然甚少關心腳下的這塊土地、這塊島嶼，這樣的思潮也讓文壇出現了所謂回歸鄉土的呼聲，認為文學應該反應現實社會，作家應該去具體書寫這塊土地上的人事物，關心這塊土地上的民眾。「鄉土文學」在這樣的外部困境與內部覺醒之下，成了70年代的一個顯著類型。
而國內的統獨之爭也在此時略略浮上檯面，「台灣意識」的葉石濤與「中國意識」的陳映真開始對於所謂的「鄉土」是台灣還是中國展開論戰。這一個論爭成了所謂1970年代鄉土文學論戰的主線。而另外，代表官方立場的余光中、彭歌與上述兩位現實主義作家的論爭是另一條主線，余光中與彭歌以官方立場(國民黨)發言，認為過於強調鄉土，強調勞苦大眾的文學隱隱然有1930年代共產黨工農兵文學的影子，並且，這樣強調文學必須書寫台灣土地，具有大中國意識的作家，例如上述的余、彭，以及朱西甯等，認為這是一種文學上的「分離主義」、偏狹的「地域主義」。有要把台灣分離祖國的企圖，因而紛紛撰文抨擊，官方陣營遂運用掌控大量報刊雜誌等媒體的優勢，對鄉土陣營進行圍剿，甚至發出恐嚇之詞。1979年美麗島事件後，肅殺氣氛使鄉土文學論戰漸次沉寂，不了了之。
1970年代台灣因國際地位危機與保釣運動，經濟上從美援以降經歷1960年代的資本化，中產階級逐漸興起；政治上以國際地位危機為轉機，訴求民主化與反對運動；文化上從反思美援文化、帝國主義與追尋台灣日治時期的歷史發展；文學上伴隨現代詩論戰、鄉土文學論戰，1980年代更有台灣結與中國結論戰。1980年代前後，台灣政治環境與社會呈現巨大變化，種種討論進入解嚴前後，社會關懷、美援影響餘緒與後殖民議題文學作品開始發酵，如王禎和《玫瑰玫瑰我愛你》延續鄉土書寫與帝國主義批判，偷渡後殖民議題。原住民族文化復權與身分的自我追尋，亦在民主化運動過程中萌芽。此外，各種邊緣身分、族群記憶、家族敘事、政治文學、大河小說、同志文學、旅行文學，或者反思全球資本化的環保與自然書寫、母語文學，紛紛在解嚴前後眾聲喧嘩。
如陳燁《泥河》藉由家族敘述表現女性政治批判；黃凡〈賴索〉諷刺政治反對運動，並在1980年代下旬發表後設小說〈如何測量水溝的寬度〉，被視為後現代主義文學創作的先聲；此外，眷村改建、民主運動崛起，反對黨國獨裁政治，建構臺灣認同，引發眷村子弟身分認同的焦慮，朱天心《想我眷村的兄弟們》、《古都》是眷村文學代表；同樣地，與身分認同相關，自1970年代台灣國際地位危機而開始挖掘日治時期台灣歷史、文化與身分的研究與書寫興起，「大河小說」在此脈絡中逐步發展，鍾肇政「濁流三部曲」、李喬「寒夜三部曲」、東方白《浪淘沙》等探索不同族群的庶民史，1990年代後更有施叔青「香港三部曲」，2000年後有鍾文音「島嶼三部曲」，為大河小說增添不同書寫向度；除了族群、國族外，性／別議題密切相關的女性文學、同志文學亦在1980年代發跡，至1990年代後大放異采。1980年代女性文學如蕭颯《霞飛之家》、廖輝英《油麻菜籽》、蕭麗紅《桂花巷》、李昂《殺夫》等突顯女性意識；1977年白先勇長篇小說《孽子》突破社會禁忌描新台北新公園同志故事，1990年代後，朱天文《荒人手記》獲時報百萬小說獎，邱妙津《鱷魚手記》、《蒙馬特遺書》等成為同志文學重要代表作。當台灣在1950年代接受美援，開始資本主義化後，經濟起飛伴隨的旅遊與移動，解嚴前的開放大陸探親、解嚴後出國旅遊機會的增加，以及航空公司舉辦的旅行文學獎，皆有推波助瀾之功；而資本化過程所引起的環保問題，在台灣社會也引起關注，廖鴻基《討海人》、《鯨生鯨世》，劉克襄《風鳥皮諾查》、《小鼯鼠的看法》，以文學寫生態，呼籲重視台灣土地生態與永續；2000年後，吳明益《迷蝶誌》更結合文字、攝影與手繪的方式，構築出涵蓋生態、記憶、歷史與人文的自然書寫。

### 台灣鄉土文學
1970年代之後，戰後出現首波描繪台灣真實生活面貌的文字作品。這些作品對於台灣城市、農村經濟、社會危機、價值觀念等都有進一步的反映和研究。這些同時講究西方文字技巧及漢文文字的鋪陳格式，卻全然書寫台灣本土的文學作品，通常統稱為鄉土寫實文學。而如：王禎和《嫁妝一牛車》、鍾理和《原鄉人》、鍾肇政《魯冰花》、吳濁流《無花果》、李喬《寒夜》、黃春明《兒子的大玩偶》與《莎喲娜啦，再見》、鄭清文《三腳馬》及宋澤萊《打牛湳村》等人的作品，跨越了漢文與母語間的障礙，並在1970年代－1980年代被台灣政府刻意忽略下，終還是因為貼近台灣本土而嶄露頭角。

### 台灣眷村文學
組成成員平均年齡相當低的三三集刊團體，其名稱可做以下解釋：前面的三指的是三民主義，後面的三則代表基督教神學的三位一體的真神，因此三三文學即是所謂的眷村教會文學。三三集刊成員如：朱天文、朱天心、馬叔禮、謝材俊、丁亞民、仙枝深受胡蘭成與張愛玲的影響，除了文學性極強也有著正統中國與熱愛紅學的信仰。除此之外，該集團據信也與保釣運動、李敖的全盤西化論及之後溫瑞安成立的神州詩社，有著某種抗衡與合作。雖運作的時間不久，「三三」式文學行動主義希望將國家文化以及政治意識型態等爭議，包納在一個「情」、「愛」的理想，至今仍為不少人所稱道，也為1980年代初期外省人的主流想法。
雖然擁護中國文學與正統思想的三三文學在隨後的政治風潮中，因對立嚴重而日漸消逝，但是其總根源之懷鄉文學卻在中文仍於台灣佔有優勢下，仍於台灣相當具有一定市場。這期間，諸如席慕蓉的新詩、朱天文的散文或小說等等，都在1980年代之後，甚至新世紀後，依舊領有風騷。

### 鄉土文學論戰(1977-1978)
英文背景作家：何欣、彭歌、余光中等。
1. 日文背景作家：楊逵、吳濁流、葉石濤等。
2. 古文背景作家：朱西甯、王拓。

### 大河文學（日治、戰後、解嚴綜論）
- 吳濁流的「孤帆三部曲」：《亞細亞的孤兒》《無花果》《台灣連翹》
- 陳舜臣的「海的三部曲」：《琉球之風》(上)(下)《龍虎風雲：鄭芝龍》(上)(下)《旋風兒：鄭成功》(上)(下)
- 秦就的「東寧永曆三部曲」：《船王鄭芝龍》《台灣之父鄭成功》《中日外交高手鄭永寧》
- 朱和之的「鄭森三部曲」：《大明命脈的危局》、《黨爭，國破方休》、《焚服!從此便是國姓孤臣》
- 李喬的「寒夜三部曲」：《寒夜》《荒村》《孤燈》[28]
- 鍾肇政的「濁流三部曲」、「臺灣人三部曲」：[28]
- 東方白的《浪淘沙》：共三冊，為首部台語大河小說[28]
- 邱家洪的《台灣大風雲》：共五冊[28]
- 陳雷(台灣作家)/吳景裕的《鄉史補記》：為繼《浪淘沙》的第二部台語大河小說。也是第一部以平埔族於清末日治初期為中心的台灣小說。
- 陳耀昌《福爾摩沙三族記》：以平埔(西拉雅)人、荷蘭人、福佬人等三族於荷西鄭時期的事蹟為討論焦點的大河小說。

台灣大河文學的主流以李喬為代表包括鍾肇政、東方白，皆以台灣為中心，橫跨清末、日治、民國戒嚴三個時期，並以福佬人、客家人為論述中心。但近來開始有以原住民為中心的論述出現，包括高山族與平埔族：以葉石濤、吳景裕、陳耀昌為代表。另一系統為國際觀點下的小說台灣史論述：以吳濁流、陳舜臣、秦就、朱和之為代表。

### 台灣旅行文學
男作家以《自由談》雜誌創辦人趙君豪應美國國務院的邀請赴美訪問兩個月，歸來所寫的所寫的《東說西》，陳之藩留美英唸書與教書時所著的《旅美小簡》、《在春風裡》、《劍河倒影》為代表。《旅美小簡》中〈失根的蘭花〉、〈哲學家皇帝〉、〈釣勝於魚〉三篇，與《在春風裡》中〈謝天〉、〈寂寞的畫廊〉兩篇散文多次入選兩岸三地的中學國文課本。1991年初，台灣國文天地雜誌社為國文課本作過抽樣性的調查，由學生自己談喜愛的課文，其中陳之藩的〈謝天〉、〈失根的蘭花〉、〈哲學家皇帝〉等三篇文章，被學生一致選為最令人印象深刻、最具啟迪性的課文。
女作家以徐鐘佩的《多少英倫舊事》、《追憶西班牙》、鐘海音的《海天遊蹤》、林文月的《京都一年》、三毛的《撒哈拉的故事》 、《稻草人手記》、《哭泣的駱駝》等為代表。其中以三毛的作品最受廣大的讀者群歡迎。白先勇認為「三毛創造了一個充滿傳奇色彩瑰麗的浪漫世界；裡面有大起大落生死相許的愛情故事，引人入勝不可思議的異國情調，非洲沙漠的馳騁，拉丁美洲原始森林的探幽——這些常人所不能及的人生經驗三毛是寫給年輕人看的，難怪三毛變成了海峽兩岸的青春偶像。」 顏麗珠則認為「在文化方面，從早期反共抗俄、憶舊懷鄉到西方現代主義思潮的移植，文化思潮上出現了明顯的斷層。再看70年代以後的臺灣社會，無論是大環境的外交困境、國內的政治威權、言論的禁錮；或是小環境的升學壓力、親子代溝等問題的出現。對當時的青少年而言都是心中一股找不到出口的壓力，所以在看到三毛能不顧一切、率性而為流浪到沙漠，成功打造新生活的行為，彷彿替自己實現了不敢付諸行動的夢想，因而打從心底狂熱的崇拜三毛。」

### 台灣政治文學
與其他地方相同的，台灣政治文學也起因於重大政治事件，與政治風氣的弛與禁。其中，重大政治事件為1970年代末期，持續發展的美麗島事件以及緊接發生的林義雄滅門血案。而台灣白色恐怖情形稍微緩和直至1986年解嚴，則是風氣影響政治文學發展的另一個關鍵。
以黃凡（《賴索》）、林雙不、張大春（《將軍碑》）等人為代表的80年代政治文學，實際描繪了台灣政治從冷漠到熱騰發燒的過程。並使用文字描繪兩層次間的，諸如族群，年代，國家認同或身分認知矛盾。另一方面，也間接說明台灣在邁向真正民主化，機械化後的失落與邊緣人心態。

### 台灣都市文學
林燿德、黃凡、黃信恩、王定國

### 台灣科幻文學
- 張系國《星雲組曲》
- 《五玉碟》
- 《龍城飛將》
- 《一羽毛》
- 《風色幻想》
- 葉言都短篇科幻小說集《海天龍戰》
- 林新惠

### 台灣原住民族文學
嚴格意義下的「臺灣原住民漢語文學」的形成，乃是1980年代以後的事。其實更早期就有兩個原住民文學前輩個別的漢語寫作，1960年代起排灣族的陳英雄(台灣)（谷灣‧打鹿勒）便在《警光》、《青年戰士報》等報章雜誌上發表作品，同樣是排灣族的林德義(筆名：林歌)也在當時的新文藝、幼獅文藝、現代詩、基督教論壇報…等各報章雜誌發表文章。

2014年國立高雄師範大學國文學系陳雪惠的博士論文〈臺灣原住民族現代詩研究〉就有如下的研究報告:

『六O年代的原住民族的作家文學...作為「舊﹒新文學」較突出的文學創作者，有排灣族的陳英雄和排灣族現代詩的創作者林德義(林歌)，算是六O年代，原住民族文學的先驅英雄。(第37頁)

相較於陳英雄的小說，初生之犢~~林歌，他的現代詩作品不多，散見在報章雜誌上，未結集出版，卻代表原住民族文學書寫~~現代詩的一個劃時代的意義，將現代詩書寫的時間點，提早至六O年代，顛覆了原住民族文學專家、學者和族人們的認知。

筆者認為林德義(林歌)往後的創作，需要多加關注和討論。綜觀原住民族文學「出土」前的這道曙光,點亮了七O年代的原住民族現代詩創作之路。(第43頁)』

雖然林德義當時的部分作品已有民族自覺的意識，但卻一直被台灣文學甚至台灣原住民文學的研究者所忽略，而且在那個年代裡，臺灣原住民的議題還沒有走到主體性的位置，而陳英雄和林德義的作品無論從意圖或質量上，也尚未構成獨特且足供考察的文學面貌。所以，一般論者大都將原住民漢語文學的興起定位在1980年代，與「原住民運動」（原運）同步發展。

#### 重回主體性論述
- 1.路索拉門·阿勒(卑南族：胡德夫)
- 2.林德義(筆名：林歌)(排灣族)
- 3.莫那能(排灣族)《美麗的稻穗》
- 4.拓拔斯·塔瑪匹瑪(布農族：田雅各)《最後的獵人》
- 5.瓦歷斯·諾幹(泰雅族)《番人之眼》
- 6.夏曼·藍波安(達悟族)《八代灣的神話》
- 7.霍斯陸曼·伐伐（布農族）《玉山魂》
- 8.根阿盛（賽夏族）
- 9.巴代（卑南族）《笛鸛》

#### 年輕一輩
- 9.亞榮隆·撒可努（排灣族）《山豬、飛鼠、撒可努》
- 10.乜寇索克魯曼（布農族）
- 11.李永松
- 12.沙力浪

#### 女性作家
- 12.利格拉樂‧阿女烏字（排灣族）
- 13.里慕伊‧阿紀（泰雅族）
- 14.白紫‧蘑菇娜娜（鄒族）
- 15.伊苞（排灣族）
- 16,董恕明（卑南族）

### 台灣女性文學
女性文學興起於1980年代，是主題明顯偏向女性的文學傾向。在現實上，戰後的女性讀者一直是台灣相當重要的文學支持者，不論是純文學或通俗文學如出租之翻譯言情小說、瓊瑤小說、本土言情小說，女性都有一定比例支持者，以廣義來說，亦為女性文學的延伸。不過嚴格講起來，真正出現了表達台灣女性意識的文學潮流，出現於解嚴前後的台灣文學文壇。
以蕭颯《霞飛之家》、蕭麗紅《桂花巷》、廖輝英《油麻菜籽》、李昂《殺夫》等人為代表的台灣女性文學雖然敘述層面廣泛，但歸納下，在本質上有兩大主題。第一，就是強烈表達女性意識。在此主題下，雖然明白闡述出文學特質，但是另一方面未涉及此意識的男女配角成為扁平角色，文學意向模糊。另外第二主題，則是男女兩性關係的本質。在此主題下，台灣女性文學除了對於傳襲自中國或日本之台灣舊有倫理及家庭制度對女性的不公平表達批判與不滿，卻矛盾的出現一份理解與同情。因此，在某程度上，女性文學也間接傳達台灣在傳統與現代中間，無法解脫的束縛。
事實上，女性文學跨越新世紀前後仍有不同樣式的發展，原本受文壇重視的女性文學作家繼續創作，而如蘇偉貞、朱天文、平路、朱少麟、張曼娟等新舊作家，也重新用女性觀點式的文學來省思台灣。
廖瞇
田威寧
台灣女性文學重要代表作家如下，可大致分三期：
- 第一期：約1950至1969年，琦君、張秀亞、羅蘭、鍾梅音、徐鍾佩、艾雯、林海音。
- 第二期：約1970至1985年，張曉風、三毛、杏林子、林文月、陳幸蕙、席慕蓉、馬以工。
- 第三期：約1986至1999年，簡媜、洪素麗、龍應臺、陳文茜、吳淡如、鍾怡雯、張惠菁。

### 台灣自然書寫
劉克襄、廖鴻基、徐振輔、劉宸君、郭彥仁

### 台灣戰後戲劇／劇本
《劇場》雜誌
姚一葦、李曼瑰
紀蔚然、許正平
沈琬婷、吳明倫

## 台灣戰後文學—解嚴之後
解嚴之後，臺灣文學百無禁忌，除了建構國族等大敘事外，同時也解構國族、男性敘事，從微觀與瑣碎政治出發，如蘇偉貞探索情慾政治的《沉默之島》，平路《行道天涯》以女性視角解構大敘事；亦有舞鶴《餘生》探索時代創傷，甘耀明《殺鬼》對身分與歷史的再詰問。當歷史不再只是記述有權力的少數人的專利，「庶民」記憶成為認識「他者」的重要方式與時代資產，陳柔縉《人人身上都是一個時代》、胡淑雯《太陽的血是黑的》、葉石濤《台灣男子簡阿淘》、王定國《誰在黑暗中貶眼睛》等，分別從不同的角度銘刻個人，記述時代。此外，也有齊邦媛《巨流河》、龍應台《大江大海一九四九》從戰後移民角度出發，細數戰亂移民的流亡身世與創傷；亦有如王鼎鈞《文學江湖》回顧臺灣文壇與自己的文學之路；而賴香吟《天亮之前的戀愛》與《白色畫像》，則勾勒日治以迄戰後的本土記憶；吳明益《單車失竊記》則藉由一輛失竊的腳踏車與失蹤的父親，交錯出複雜而又豐富的台灣史。
1990年代前後，原住民族為探索歷史變遷下的原民生存困境與時代課題，1989年魯凱族台邦‧撒沙勒創辦《原報》，1990年泰雅族瓦歷斯‧諾幹與排灣族利格拉樂阿女烏共同創辦《獵人文化》及「台灣原住民人文研究中心」，推動原住民文化復權。原住民族文學在解嚴前後接力興起，除排灣族詩人莫那能外，有瓦歷斯‧諾幹《戴墨鏡的飛鼠》、利格拉樂阿女烏《誰來織我美麗的衣裳》、達悟族夏曼．藍波安《天空的眼睛》、排灣族亞榮隆．撒可努《山豬．飛鼠．撒可努》、卑南族巴代《笛鸛：大巴六九部落之大正年間》、布農族霍斯陸曼．伐伐《玉山魂》與卜袞《太陽迴旋的地方》等，透過追溯原住民族語言、歷史，族群記憶，文化傳承，並探索原住民族的當代處境。
台語文學書寫亦是解嚴前後興起的寫作類型之一。1970年代林宗源提倡以母語寫詩，後有向陽踵繼其後，1980年代林央敏、宋澤萊、黃勁連等亦加入行列，此後，台語文學書寫在各種文學獎的鼓勵及社會呼籲重視母語的倡導下，各種母語書寫在後殖民台灣社會漸獲重視。
除了上述文學類型之外，跨國移動在台灣文學中亦成為重要寫作類型。1960年代離台赴美歐日等地求學的留學生，寫下自己的跨國移動經驗，異文化衝擊成為早期留學生文學書寫的主要核心；而當跨國移動不再只為求學，全球消費資本時代結合跨國旅行、觀光產業、航空業等，透過異國文化當代體驗與自我追尋，旅行文學應運而生。1980年代眾所週知三毛的撒哈拉故事，席慕容、舒國治、鍾文音等為此類文學代表作家。
「台灣文學」經歷長久的發展，從日治時期作為日本統治下的殖民地文學，到1945年日本戰敗，因「回歸祖國」而被納編為中國文學的一環，並被質疑「台灣有文學嗎？」大陸史觀主宰戰後台灣的文學觀點與發展。直到1980年代，台灣文學才在國際地位危機的轉機中，伴隨民主化運動而正名。1987年，枼石濤《台灣文學史綱》的出版，確立台灣文學史作為一個文學範疇而建構了它自身的歷史。葉石濤從台灣作為一個地理空間，建構了以漢人為中心的台灣文學史觀。1990年代，台灣社會發生後殖民與後現代論戰，學界以兩種理論觀點闡釋台灣文學的發展。約莫同一時期，杜正勝提出「同心圓史觀」，以台灣為中心，「一圈圈向外認識世界、認識歷史」，該主張提出後引起相當的討論。在不同的歷史發展下，台灣文學從大陸中心論的「中國文學史觀」逐漸過渡到海洋文學論的「台灣文學史觀」。2000年以後，儘管台灣境內仍有統獨爭議，以及中國武統的壓力，但一個多元族群的、後殖民的、尊重不同文化差異、不同語言的台灣文學觀普遍被社會大眾所接受。

## 多元化文學
1990年代之後，台灣文學呈現多元化並存狀態。除了稍早期政治文學、女性文學，甚至鄉土文學、懷舊文學以新型態繼續活躍外，也出現了網路文學與勵志文學為主的通俗文學走向。隨著台灣本土化的省思與腳步正常化，以母語做為文學要素的原住民文學、口傳文學、台語文學等也相繼受到重視。另外，隨著台灣社會對同性戀態度的開放，以LGBT為書寫主體的同志文學亦佔有一席之地。
2000年代之後的台灣文學呈現的不僅是文化論述，而是在於使用不同文學型及透過特殊技巧形式來展現作者想要呈現的文化議題。在這精雕細琢，層層展開，讓內容與技巧形式互相呼應的創作空間。這種企圖甚至也出現於網路文學或繪圖或網路新詩的年輕書寫狀態。這種包容性與內涵，是其他時代、其他地區（包含中國現代文學）研究或書寫領域裡無法想像也常常無法體會的寫作方式。而這種在不斷反省、不斷注意多元及弱勢文化聲音的台灣文學，為現今台灣文學的特點。

### 網路與勵志文學
1990年代，俗稱「超文本文學」（hypertext literature）或「非平面印刷」的網路文學於台灣開始興盛普及。不久之後，以網路為媒介，或以網路人口為收受者的文學成為台灣文學的主流。
一般來說，網路雖然對現有文學具有顛覆性作用，從根本上動搖了現有文學的寫作和傳播方式的基礎，但是在文學觀念沒改變情況下，造就了新一代的文學領域，拓展了個體性，自主性的台灣新文學。更甚至以相當快速的方式，將台灣文學以另外一種型態傳送到華人地區。
而台灣網路文學代表性人物如蔡智恆以痞子蔡的筆名寫下（《第一次的親密接觸》）、藤井樹（《我們不結婚，好嗎》）、九把刀（《那些年，我們一起追的女孩》）、鯨向海（新詩）不但將網路文學鉛字化，並且在某程度上改變了台灣的文學生態。
在另一方面，以閱讀輕薄短小、重視傳播、創新文體為特徵的勵志文學或新型態通俗文學，迅速於台灣流傳。諸如幾米（繪本）、吳淡如、侯文詠、劉墉、吳若權為代表性作家。雖然這些文學作品常因為過於普羅化，遭到部分文學評論者的嚴詞批評，不過不可否認，多少反映台灣現況的這類型文學作品，仍可視為台灣文學之主要支流。另外，純文學範疇的都市文學作家，如駱以軍、郝譽翔、陳雪、阿盛、袁哲生、林燿德、舞鶴等，在寫作上也多少受此通俗文學的輕薄或創新理念之影響。

### 台灣母語文學

#### 台灣台語文學
二次世界大戰結束後，由於二二八事件的爆發，緊接著又是「白色恐怖」時期，再加上國民黨反共政策的高壓統治，關懷台灣本土的文學頓時倍受壓抑，沒有生存的空間。1970年代以降，由於一連串的國際事件的衝擊，台灣本土意識逐漸抬頭，鄉土文學躍登歷史舞台，影響深遠的台灣鄉土文學論戰也隨之爆發，台語文學遂在這種環境裡萌芽而逐漸成長。 
戰後最早主張用母語寫詩的是林宗源，接著向陽也於1976年開始以台語寫詩。進入1980年代初期則有宋澤萊、林央敏、黃勁連等人的加入。1987年解嚴，隨著政治符咒解除，社會內部隱藏的文化動能開始爆發，台語文學作品開始如雨後春筍般大量出現，文類也由初期的詩開始往小說、散文、戲劇開拓，文學技巧也更見提升，主題也更趨多元。1980年代後期之後陸續有更多作家投入台語文創作的行列，比如說陳明仁、胡民祥、陳雷、李勤岸、莊柏林、路寒袖、方耀乾等；2000年後，更為年輕的世代，如王昭華、呂美親、陳明克、張捷明等人，亦投入母語書寫的行列。
1990年以前台語用字仍屬嘗試期，用字極不統一，有人創造新字，也有語文專家考証本字，再加上原有的傳統用字、華文用字，可謂百花齊放。
進入1990年代以後，由於台語文作家互相觀摩學習的結果，用字漸趨統一，新創字、古字逐漸銷聲匿跡。新的台語文字，一方面有所傳承，也有所創新，但總不離「通俗性」、「語源可靠性」、「音義系統性」三大原則。其次是漢字和拼音不再自成系統，而有合流現象，即所謂「有音無字」的詞素用拼音字表示，嘗試以拼音字做為文字的一部分（如漢羅混寫），台語文學的用字，逐漸朝向統一的道路邁進。這種文學發展，也在20世紀後，隨着本土化進度而有所延伸或蔓延。
2000年後，台語文學作家的陣容擴大，2005年，《台文戰線》台語文學季刊成立，主要作家有宋澤萊、林央敏、胡長松 、陳金順、方耀乾等人，該雜誌至2024年已經發行77期。

### 文學獎
- 全球華文學生文學獎(前身為全國學生文學獎)
- 台灣文學獎
- 吳濁流文藝獎
- 吳濁流文學獎
- 巫永福評論獎
- 林榮三文學獎
- 南瀛文學獎(五都升格之前)
- 府城文學獎
- 教育部文學獎
- 吳三連獎
- 阿卻賞
- 海翁台語文學獎
- 台文戰線文學獎

中華文藝獎金委員會
- 中國文藝獎章、榮譽文藝獎章：兩者都由中國文藝協會頒發

### 台灣同志文學
在1980年代以前，已有白先勇、林懷民、李昂、朱天心、馬森等人在進行同志文學方面的創作。從1983至1993年，同志文學呈現百家爭鳴的狀態，比較重要的作家有顧肇森、林裕翼、黃啟泰、李岳華等人。解嚴之後因為社會運動的幫助，使得台灣同志的環境改善，因此同志文學開始受各大文學獎青睞，包括凌煙的《失聲畫眉》、曹麗娟的《童女之舞》、林裕翼的《白雪公主》等。
不過對台灣同志文學最具有重大意義的，還是要屬1994年朱天文的《荒人手記》以及邱妙津的《鱷魚手記》。之後出現了強調性別身分認同解放的「酷兒文學」，相關作家以紀大偉、洪凌和陳雪等人較為知名。另外吳繼文、蔣勳、陳克華等作家亦有同志文學方面的創作。
台灣同性婚姻合法前後，同志文學蓬勃發展，約可從陳雪的《惡女書》2010年再版後為起始。分析認為台灣自由的社會成為同志文學興起的背景，劉芷妤、陳思宏等在這時期活躍。
小說選有：楊宗潤編的《當代華文同志小說選》(1996)，紀大偉的《酷兒狂歡節：台灣當代Queer讀本》(1997)，朱偉誠的《台灣同志小說選》(2005)，或是張曼娟的《同輩：青春男・同志小說選》(2006)、《同類：青春女・同志小說選》(2006)。近期更有紀大偉的《同志文學史：台灣的發明》。
詩歌選有：吹鼓吹詩的二號雜誌《浮出領土：同志・詩》(2006)，利文祺、黃岡、神神合編的《同在一個屋簷下：同志詩選》。

### 台灣新鄉土文學
童偉格
顏忠賢
洪明道
甘耀明《殺鬼》、《邦查女孩》、《成為真正的人》
吳明益《單車失竊記》

### 台灣海洋文學
呂則之《海煙》
東年《失蹤的太平洋三號》
汪啓疆、朱學恕
廖鴻基
夏曼．藍波安

### 台灣飲食文學
逯耀東
韓良露、韓良憶
舒國治
焦桐《完全壯陽食譜》
李昂《愛吃鬼的華麗旅程》、《愛吃鬼李昂》
洪愛珠

### 台灣人權文學
柏楊
胡淑雯
朱嘉漢

### 台灣戰後移民文學
齊邦媛
龍應台

### 台灣新移民文學

#### 東南亞移民移工文學
阿潑
移工文學獎

### 台灣奇幻文學
- 《軒轅劍系列》
- 《仙劍奇俠傳系列》

- 《天使帝國》
- 《終極奇幻》
- 瀟湘神

### 台灣通俗文學
以郭良蕙，華嚴，瓊瑤等的愛情小說等為代表。徵信新聞報的〈人間〉副刊連載郭良蕙的《心鎖》。《聯合副刊》、《皇冠》雜誌主編平鑫濤網羅瓊瑤等作家長期提供大眾此類作品。

### 台灣非虛構寫作
張娟芬、蘇致亨、陳柔縉、房慧貞

### 引用
1. ↑  張系國，〈民族文學的再出發〉、張深切，〈對台灣新文學的路線的一提案〉、王拓，〈是「現實主義」文學，不是「鄉土文學」〉、葉石濤，《台灣文學史綱》
2. ↑  巴蘇亞·博伊哲努. . 台北市: 常民文化. 1996: 28–40. ISBN 957-99188-1-3.
3. 1 2 3  孫大川. . 台北市: 行政院文化建設委員會. 1997: 6–9. ISBN 9570098759.
4. ↑  林素珍. . 原住民族委員會原住民族文獻. 2015-12  [2023-08-14]. （原始内容存档于2023-08-14）.
5. ↑  喬治·泰勒. 杜德橋 , 编. . 由謝世宗; 劉瑞超翻译. 臺北市: 行政院原住民族委員會. 2010. ISBN 978-986-02-3747-4.
6. ↑  . 故事 StoryStudio. 2024-08-11.
7. ↑  .   [2007-07-13]. （原始内容存档于2008-05-21）.
8. ↑  .   [2007-07-13]. （原始内容存档于2008-05-21）.
9. ↑  .   [2007-07-13]. （原始内容存档于2008-05-21）.
10. ↑  . 國立台灣文學館.   [2025-06-11].
11. ↑  林欽賜 (编). . 1932.
12. ↑  陳文銓.  (学位论文). 國立清華大學人文社會學院. 2020.
13. ↑  .   [2007-07-13]. （原始内容存档于2007-06-19）.
14. ↑  . Home.educities.edu.tw.   [2012-08-23]. （原始内容存档于2012-05-16）.
15. ↑  [永久]
16. ↑  . Docs.google.com.   [2012-08-23].
17. ↑  .   [2007-07-12]. （原始内容存档于2012-07-21）.
18. ↑  .   [2007-07-13]. （原始内容存档于2008-05-21）.
19. ↑  . Ccbs.ntu.edu.tw.   [2012-08-23]. （原始内容存档于2012-08-20）.
20. ↑  .   [2007-07-13]. （原始内容存档于2008-05-21）.
21. ↑  林瑞明. . 允晨文化. 1996. ISBN 978-957-9449-42-7.
22. ↑  張德水. . 前衛. 1995. ISBN 9789579512756.
23. ↑  李筱峰，〈一百年來台灣政治運動中的國家認同〉，收於張炎憲等編，《台灣近百年史論文集》，頁 275-301。臺北：財團法人吳三連台灣史料基金會。
24. ↑  陳昭瑛. . 海峽評論. 1995-03-01, (51). doi:10.29925/SRM.199503.0023 （中文（臺灣））.
25. ↑  向陽，〈三種語言交響的詩篇〉，《文學@台灣》，台南市：國立台灣文學館，2008年，頁121。
26. ↑  蘇紹連. . 美育. 2010-11, (178): 26-33.
27. ↑  陳, 明成. . 屏東教育大學學報-人文社會類. 2013-03, (第40期): 61-88.
28. 1 2 3 4  .   [2013-11-29]. （原始内容存档于2013-12-03）.
29. ↑  . 聯合報. 2006-02-21  [2012-05-14]. （原始内容存档于2011-11-12）.
30. ↑  . 臺北市高職國文科教學輔導團.   [2021-01-01]. （原始内容存档于2016-03-04）.
31. ↑  賴雅慧 女性空間旅行經驗研究. －以1949-2000 年臺灣女作家的旅行文學為例
32. 1 2  顏麗珠.  (PDF). 2004  [2009-05-26]. （原始内容 (PDF)存档于2015-05-02）.
33. ↑  白先勇. .   [2009-05-22]. （原始内容存档于2009-05-28）.
34. ↑  侯俊榮 nd；楊允言 1993
35. ↑  . Yahoo News. 2019-03-31  [2025-03-04] （中文（臺灣））.
36. ↑  조선일보. . 조선일보. 2025-06-19  [2025-06-21] （韩语）.
37. ↑  . 台灣: 黑眼睛文化. 2019. ISBN 9789866359774.

## 外部連結
- 國立成功大學台灣文學系 （页面存档备份，存于）
- 國立台灣文學館（页面存档备份，存于）
- 台灣文學資料庫
- 當代文學史料影像全文系統
- 台灣文學運動 （页面存档备份，存于）
- 臺灣現代詩網路聯盟
- 鄧昌島人生勵志詩
- 台灣新文學史-陳芳明教授主講 （页面存档备份，存于）